# Mariscuola La Maddalena
La Scuola sottufficiali della Marina Militare di La Maddalena, intitolata al Tenente Colonnello del Genio Navale, Medaglia d'Oro al Valore
Militare, Domenico Bastianini, è una delle sedi della Scuola sottufficiali della Marina Militare presso le quali vengono preparati i marescialli, i sergenti e i volontari di truppa della Marina Militare e di altre Forze Armate e Corpi Armati dello Stato.
Ha sede sull'isola di La Maddalena, in Sardegna, e vi sono raggruppate le scuole delle categorie più propriamente marinaresche quali nocchieri e tecnici di macchine e nocchieri di porto della guardia costiera, facendo anche uso di Nave scuola Palinuro e della nave scuola Caroly. La Scuola assolve anche al supporto operativo, logistico, tecnico ed amministrativo per gli enti ed i comandi nell'area operativa del Nord della Sardegna e per le navi militari in transito.

## Storia
La scuola venne inaugurata nel 1949 con la denominazione "Gruppo scuole CEMM" (acronimo di Corpo degli equipaggi militari marittimi), con Foglio d'Ordini dell'11 febbraio 1949 con il quale a partire dal successivo del 15 febbraio veniva istituito alla Maddalena il Comando scuole Corpi Equipaggi militari marittimi”
L'inizio ufficiale delle attività venne sancito con il Foglio d'Ordini n. 21 del 10 marzo 1949 che stabiliva che i corsi ordinari per le categorie nocchieri, segnalatori, furieri, cuochi e infermieri si sarebbero tenuti nella nuova Scuola C.E.M.M.
Il 1º ottobre 1952 furono concentrati in unica sede più scuole di diverse categorie. Il Gruppo scuola C.E.M.M. di La Maddalena fu ridefinito Scuola Meccanici e Scuola Motoristi Navali.
Successivamente nel 1960 le scuole Nocchieri, Nocchieri di Porto e Palombari vennero trasferite a La Maddalena, cui si aggiunsero nel 1962 le scuole infermieri, furieri e dei servizi logistico-amministrativi, che però, dopo tredici anni, nel 1975 furono definitivamente trasferite a Taranto.
La denominazione di Gruppo Scuole C.E.M.M. venne cambiata il 1º Maggio 1978 in quella "Scuola allievi sottufficiali Marina Militare" e nel 1982 in “Scuola sottufficiali Marina Militare”.

## Corsi
La Scuola Sottufficiali Marina Militare di La Maddalena provvede alla formazione del personale della Marina Militare italiana per quel che riguarda:
- nocchieri
- nostromi
- tecnici di macchina
- nocchieri di porto della guardia costiera

La scuola provvede inoltre alla formazione ed all'abilitazione del personale di altre Forze Armate per quel che riguarda:
- comando e condotta mezzi navali
- condotta impianti di propulsione

Durante il periodo estivo, la base ospita i ragazzi selezionati per i corsi velici estivi della Marina Militare.